# 蔡永泉
蔡永泉（1952年1月21日—），臺灣嘉義市人，中華民國政治人物、教師、台灣團結聯盟黨員。淡江大學英國語文學系畢業，曾任嘉義市私立輔仁高級中學高中英文教師、第7至10屆嘉義市議員，2022年參選第11屆嘉義市議員失利。

## 個人背景
蔡永泉出生於台灣嘉義市，於當地大同國小及輔仁中學初、高中部完成學業後，北上淡水就讀於淡江大學，並於該校英國語文學系取得學士學位，畢業後回到母校輔仁中學高中部教授英文科目，工作之餘亦熱心從事公益活動，是嘉義縣若竹文教基金董事家扶中心永久認養人。
1991年11月20日，蔡永泉以夫妻名義捐贈新臺幣20萬元予嘉義家庭扶助中心，獲頒1面「永久認養人」感謝牌，他的學生在老師家中客廳看到後，決定效法其善行，自1999年開始，每年生日固定捐款給家扶中心，累積金額已超過400萬元，獲頒感謝牌已達22面。

## 政治參與
2005年、2009年、2014年、2018年，連續4屆參選嘉義市第1選區市議員，選舉結果四戰皆捷，成為嘉義市東區四連霸市議員。曾於2007年協助民眾處理公車處爭議事件，2016年自掏腰包購買2000斤雲林水林地瓜，協助農民行銷及增加收入。2017年觀賞神韻藝術團在台演出，鼓勵其通過藝術表演形式引人向善。
2019年4月18日，宣布投入2020年第10屆嘉義市選區立法委員選舉；同年11月18日，由妻兒及20多位支持者陪同至嘉義市選委會完成登記，主要競爭對手為民進黨籍王美惠、國民黨籍傅大偉兩位現任市議會同事。此次選舉蔡永泉雖為台聯黨籍且為嘉義市黨部主委，幾經考慮後決定以無政黨推薦方式參選，呼籲支持者仍將政黨票投予台聯，提出補助學貸零利率、穩定能源管道、調整過高菸稅、提高就業機會與薪資等政見。選舉結果獲得3501票，未能挑戰成功。

## 選舉紀錄
| 年度 | 選舉屆數               | 選舉區           | 所屬政黨     | 得票數 | 得票率 | 當選標記 | 備註 |
| ---- | ---------------------- | ---------------- | ------------ | ------ | ------ | -------- | ---- |
| 2002 | 第六屆嘉義市議員選舉   | 嘉義市第一選舉區 | 台灣團結聯盟 | 1,182  | 2.19%  |          |      |
| 2005 | 第七屆嘉義市議員選舉   | 嘉義市第一選舉區 | 台灣團結聯盟 | 4,331  | 6.75%  |          |      |
| 2009 | 第八屆嘉義市議員選舉   | 嘉義市第一選舉區 | 台灣團結聯盟 | 3,734  | 6.00%  |          |      |
| 2014 | 第九屆嘉義市議員選舉   | 嘉義市第一選舉區 | 台灣團結聯盟 | 4,666  | 7.25%  |          |      |
| 2018 | 第十屆嘉義市議員選舉   | 嘉義市第一選舉區 | 台灣團結聯盟 | 3,606  | 5.79%  |          |      |
| 2020 | 第十屆立法委員選舉     | 嘉義市選舉區     | 無黨籍       | 3,501  | 2.19%  |          |      |
| 2022 | 第十一屆嘉義市議員選舉 | 嘉義市第一選舉區 | 台灣團結聯盟 | 2,188  | 4.33%  |          |      |

## 外部連結
- 蔡永泉的Facebook專頁